# Pietracatella
Pietracatella là một đô thị ở tỉnh Campobasso trong vùng Molise thuộc nước Ý, có vị trí cách khoảng 15 km về phía đông của Campobasso. Tại thời điểm ngày 31 tháng 12 năm 2004, đô thị này có dân số 1.543 người và diện tích là 50.0 km².
Pietracatella giáp các đô thị: Gambatesa, Jelsi, Macchia Valfortore, Monacilioni, Riccia, Toro.